# Povolški Finci
Povolški Finci (ruski Волжские финны; engl.  Volga Finns, Volga Finnic Peoples).- Grana finskih naroda nastanjenih u području Volge gdje još 1000. n.e. nalazimo stara plemena Muroma, Meščera (Meshchera; Мещёра) i Merja, nakon čega su u kontaktu sa Slavenima nestali. Za pleme Merja je najvjerojatnije da su bili poubijani, a ostaci asimilirani. Domovina im je bila blizu Jaroslavlja, i nešto sjevernije od plemena Muroma. Pleme Meščera živjelo je između rijeka Kljazma i Oka u području istoimene nizine (Мещёрская низменность). Meščere se spominju u ruskim dokumentima od 13 do 16. stoljeća, dok su za razliku od njih Muromi i Merje od Slavena asimilirani već do 10 ili 11. stoljeća. Jedini današnji preživjeli ostaci Povolških Finaca su Mordvini i Marijci, nastanjeni u Mordviji i Marij El. 

## Vanjske poveznice
- Meshchera